# راین (آیووا)
راین (به انگلیسی: Ryan) شهری در ایالت آیووا در کشور ایالات متحده آمریکا است که جمعیت آن در سرشماری سال ۲۰۱۰ میلادی، ۳۶۱ نفر بوده‌است.